# Der Schrecken der Rennbahn
Der Schrecken der Rennbahn (Originaltitel: 6 Day Bike Rider) ist eine US-amerikanische Filmkomödie des Regisseurs Lloyd Bacon aus dem Jahr 1934 mit Joe E. Brown in der Hauptrolle.

## Handlung
Wilfred Simpson arbeitet als Angestellter an einer Bahnstation und ist mit Phyllis Jenkins verlobt. Wilfred und Phyllis begegnen dem Kunstradfahrer Harry St. Clair, der seine Fahrräder vom Bahnhof abholen will. Wilfred kümmert sich um die Räder, währenddessen bringt Harry Phyllis nach Hause. Dies verärgert Wilfred, der am nächsten Abend Harry bei seiner Aufführung auspfeift. Harry fordert Wilfred heraus es besser zu machen, Wilfred akzeptiert das Duell. Wieder bringt Harry Phyllis heim, was seine Assistentin Mabel eifersüchtig werden lässt. Sie gibt Wilfred gegenüber an, dass Harry Phyllis heiraten will. Wilfred folgt den beiden durch die ganze Stadt und trifft sie auf Phyllis’ Veranda an. Phyllis ist von Wilfreds Auftreten dermaßen geschockt, dass sie die Verlobung kurzerhand auflöst. Wilfred schwört, die Stadt zu verlassen.
Wilfred stößt auf der Straße mit Clinton Hemmings zusammen. Clinton will an einem Sechs-Tage-Rennen in der Stadt teilnehmen, Wilfred wird zu seinem Partner. Zudem arbeitet er für einen Lieferdienst. Er bekommt den Auftrag, ein Menü zu Harry ins Hotel zu liefern. Wilfred ist der Überzeugung, dass die Frau in Harrys Hotelzimmer Phyllis sei und schlägt Harry nieder. Es stellt sich heraus, dass die Frau Mabel ist, die Harrys Ehefrau ist. Wilfred wird festgenommen, doch Phyllis kann ihn gegen Kaution freikaufen, so dass er das Rennen in letzter Minute erreicht. Das Rennen wird zu einem Duell zwischen Wilfred und Harry. Wilfred und Clinton können die Veranstaltung gewinnen. Später heiraten Wilfred und Phyllis, die einen Sohn bekommen.

## Kritiken
Das Lexikon des internationalen Films bezeichnet das Werk als „mit reichlich Stummfilm-Slapstick angereicherte Komödie um den weitgehend vergessenen Komiker Joe E. Brown in einem seiner besten Filme. Anspruchslose, aber vergnügliche Unterhaltung.“ Der TV Guide befand, dass das Drehbuch mit Gags aus der Stummfilmzeit der Kurzfilme gefüllt sei. Der Film sei dafür zu lang und zu vorhersehbar. Maxine Doyles Part sei uninteressant und ein reiner Zeitfüller.

## Hintergrund
Die Uraufführung fand am 20. Oktober 1934 statt. In Deutschland wurde der Film erstmals am 29. April 1991 als Fernsehpremiere gezeigt.
In kleinen Nebenrollen sind Ward Bond, Nora Cecil, George Chandler, Gertrude Hoffman und Selmer Jackson zu sehen.
Bei den Dreharbeiten kam es zu mehreren Unfällen. Neun Radfahrer wurden beim Dreh der Rennszenen verletzt, als sie mit dem Motorrad, auf dem die Kamera montiert war, kollidierten. Ursache war ein geplatzter Reifen bei einem der Radfahrer.